# Falerna
Falerna je italské město v oblasti Kalábrie. Tvoří ho dvě části – Falerna a Falerna Marina. Falerna je umístěna vysoko v horách a s výhledem na pobřeží Tyrhénského moře. Je to spíše malá vesnička s úzkými uličkami a dvěma kostelíky. Kostel svaté Lucie je nově opraven, vedle jeho vchodu je pomník papeži Janu Pavlu II., který místní vystavěli po jeho smrti.

## Vývoj počtu obyvatel
Počet obyvatel